# Raimundsreut
Raimundsreut ist ein Gemeindeteil der Gemeinde Hohenau im niederbayerischen Landkreis Freyung-Grafenau.

## Lage
Das Dorf Raimundsreut liegt im Naturpark Bayerischer Wald zwischen den beiden Städten Freyung und Grafenau gut vier Kilometer nordöstlich von Hohenau.

## Geschichte
Das Dorf Raimundsreut, Gemeinde Hohenau, früher Gemeinde Schönbrunn am Lusen. Die Entstehung geht auf die Schönbrunner Glashütte zurück. Auf dem gerodeten Grund wurde 1721 das Glasmacherdorf Raimundsreut von acht Siedlern gegründet.
Der Name des Dorfes geht auf den damals regierenden Passauer Fürstbischof Raymund Ferdinand Graf von Rabatta zurück.
Die ersten Siedler waren Andre Weber auf dem Mautnerhof, Jacob Wolf auf dem Schusterlindenhof, Joachim Wolf auf dem Wagnerhof, David Wolf auf dem Löwenweberhof, Thomas Dillinger auf dem goldenen Sonnenhof, Matthias Fesl auf dem Rosenweberhof, Josef Philipp auf dem Maurerhof und Johann Ainberger auf dem Schneiderhof.
Das Dorf wurde und wird bis heute von den Dorfbewohnern „Buchaberg“ genannt nach dem Quarzsand-Pocher, der am Tyroler Bach stand.
Die Schönbrunner Glashütte und der nahe Wallfahrtsort in Kreuzberg, waren ein Grund dafür, dass sich in Raimundsreut die Volkskunst der Hinterglasmalerei entwickelte. Als Begründer der Raimundsreuter Hinterglasmalerei gilt der 1712/1713 in Schönbrunn geborene Tobias Peterhansl. Über vier Generationen der Familie Peterhansl übten dieses Handwerk aus. Anfangs als Nebengewerbe später als Hauptgewerbe. 1830 gab es in Raimundsreut fünf Malerfamilien die zwischen 30000 und 40000 Hinterglasbilder malten. Im Jahr 1900 erlangte die Raimundsreuter Hinterglasmalerei größere Bekanntheit durch die Künstlergruppe „Der Blaue Reiter“.

## Sonstiges
In Raimundsreut gibt es eine Kapelle (Kirchenbau).